# Vincenzo Gasperi
Vincenzo Gasperi (Roncadelle, 27 giugno 1937 – Monte San Pietro, 25 giugno 2003) è stato un calciatore italiano, di ruolo difensore o centrocampista.

## Carriera

### Club

La rosa della SPAL 1958-59; Gasperi è in ginocchio, quinto da sinistra.

Si formò calcisticamente nelle formazioni giovanili del Brescia e con le rondinelle esordì diciottenne in Serie B il 4 dicembre 1955 nella partita Brescia-Parma (2-0).
Nel 1956 arrivò la Serie A con i rossoblu del Bologna; esordì il 13 novembre 1957 nella partita Udinese-Bologna (1-5). Restò nella città felsinea sino al 1958 senza trovare la possibilità di essere utilizzato stabilmente come titolare. Si interessò di lui Paolo Mazza che lo portò a Ferrara nella sua SPAL.
Al termine del campionato 1958-1959 fu ceduto al Padova.
Passò l'anno successivo all'Atalanta dove disputò un campionato e nel 1961 passò alla Lazio retrocessa in Serie B. La promozione laziale riesce nel 1963 e Gasperi, nell'avventura capitolina, disputò complessivamente 141 gare di campionato e 9 di Coppa Italia.
Passò poi al Varese, con cui ottenne la promozione in Serie A nella stagione 1966-1967, quindi al Modena ed alla Vis Pesaro in Serie C, proseguendo poi fra i dilettanti ed iniziando da lì una lunga carriera di allenatore in squadre di Serie D e di Promozione emiliano-romagnole.
Giocò complessivamente 193 partite in Serie A, segnando 5 reti, e 114 gare con 4 goal in Serie B.

### Nazionale
Nel 1959 approdò in Nazionale Under-23, esordendo il 1º marzo a Madrid contro la Spagna assieme al compagno di squadra Orlando Rozzoni marcando il futuro juventino Luis Del Sol.